# Lusi Ajub
Lusi Ajub (arap. لوسي ايوب, hebr. לוסי איוב; 21. jun 1992) izraelska je televizijska voditeljica, pesnikinja i radio voditeljica IPBC-a. Najpoznatija je kao voditeljica Pesme Evrovizije 2019. godine.

## Mladost
Ajub je rođena u Haifi. Ona je ćerka arapsko-hrišćanskog oca i aškenazi-jevrejske majke koja se nakon udaje prebacila na hrišćanstvo. Ajub ima jednog brata i tri sestre. Njena baka po ocu bila je ćerka palestinskih izbeglica koje su tokom arapsko-izraelskog rata 1948. izbegle u Liban. Njeni baka i djed po majci su preživjeli holokaust: njen djed po majci bio je u koncentracionom logoru nacista, dok je baka po majci iz Rumunije kao dijete preživjela među partizanima. Ajub slavi i hrišćanske i jevrejske praznike sa različitim delovima svoje porodice, a lično je bila ateistkinja. Pohađala je katoličku karmelićansku školu u Haifi. Pisala je priče i pesme, na arapskom i hebrejskom jeziku.
Ajub bila vojnik u Izraelskim odbrambenim snagama. Od 2016. godine studira filozofiju, politiku, ekonomiju i pravo na Univerzitetu u Tel Avivu.

## Karijera
U 2016. godini postala je poznata kada je u okviru takmičenja „Poetry Slam Israel“ pročitala nekoliko komada svoje poezije. Iste godine pridružila se stanici Izraelske javne radiodifuzne korporacije i započela pisanje i slanje videa. U 2017. godini Ajub je počela da vodi nedeljni kulturni program na radio stanici. Iste godine započela je voditi dnevni TV program "Culture Club" na Kanu 11.
Ajub je bila "spokeperson" Izraela na takmičenju za Pesmu Eurovizije 2018, što je izazvalo medijsku reakciju zbog odgovora izraelske ministrice kulture i sporta Miri Regeve, koja je protestovala protiv činjenice da je Ajub tokom prenosa uživo govorila na arapskom jeziku i uopšte nije pomenila Jerusalim.
28. janaura 2019. je sa Asi Azarom vodila ždreb za polufinala Pesme Evrovizije 2019. godine. Takođe vodila je Pesmu Evrovizije 2019. godine u Tel Avivu sa Erez Talom, Bar Refaeli i Asi Azarom.

## Lični život
Ajub govori arapski i hebrejski jezik.
Od 2017. godine živi u Tel Avivu sa Etaj Barom.